# Eudarcia leopoldella
Eudarcia leopoldella är en fjärilsart som beskrevs av Costa 1832. Eudarcia leopoldella ingår i släktet Eudarcia och familjen äkta malar. Inga underarter finns listade i Catalogue of Life.